# Sylvie Foucart
Sylvie Foucart (14 juni 1958) is een voormalig Belgisch lid van het Brussels Hoofdstedelijk Parlement.

## Levensloop
Sylvie Foucart werd beroepshalve advocaat en docente aan de Haute École Paul Henri Spaak.
Van 1989 tot 1999 zetelde ze voor de PS in het Brussels Hoofdstedelijk Parlement en van 1995 tot 1999 ook in het Parlement van de Franse Gemeenschap. In 2000 stapte ze over Ecolo.
In 1988 werd ze verkozen tot gemeenteraadslid van Elsene, waar ze van 2000 tot 2006 schepen was.